# Kompole
Kompole – wieś w Słowenii, w gminie Štore. W 2018 roku liczyła 489 mieszkańców.